# تورتا (ایتالیا)
تورتا (به ایتالیایی: Torretta) یک منطقهٔ مسکونی در ایتالیا است که در استان پالرمو واقع شده‌است.

## خصوصیات
تورتا ۲۵ کیلومترمربع مساحت و ۳٬۸۸۱ نفر جمعیت دارد و ۳۲۵ متر بالاتر از سطح دریا واقع شده‌است.